# Criptozoología

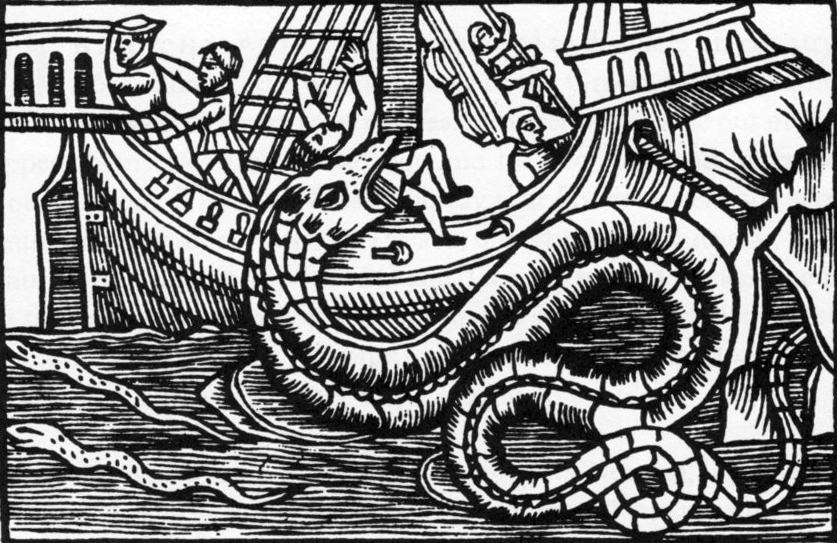
Una serpiente marina del libro History of the Northern peoples del autor Olaus Magnus (1555).

La criptozoología (del griego κρυπτóς cryptós ‘oculto’, ζῷον zóon ‘animal’ y λóγος lógos ‘estudio’; literalmente: ‘estudio de los animales ocultos’) es una pseudociencia y subcultura que intenta probar la existencia de animales extintos, mitológicos o folclóricos. Los seres de interés criptozoológico son llamados «críptidos», término acuñado por John Wall en 1983. Esto incluye a especímenes vivos de grupos extintos, como dinosaurios no aviares, animales que carecen de evidencia pero aparecen en mitos, leyendas o informes oculares, como Pie Grande, el chupacabras o el monstruo del lago Ness, y animales salvajes lejos de sus zonas geográficas, como los gatos fantasma.
La criptozoología no es una rama de la zoología. Tampoco sus investigaciones forman parte de la antropología o los estudios sobre el folklore: es una pseudociencia. Desde su fundación en los años 1950 por los zoólogos Bernard Heuvelmans e Ivan T. Sanderson, ha rechazado los enfoques científicos, y sus adherentes son afines al creacionismo de la Tierra Joven. Así mismo, son evidentes sus influencias recíprocas con los que se ocupan de otras pseudociencias, como la caza de fantasmas y la ufología.

## Historia

Representación artística del chupacabras.

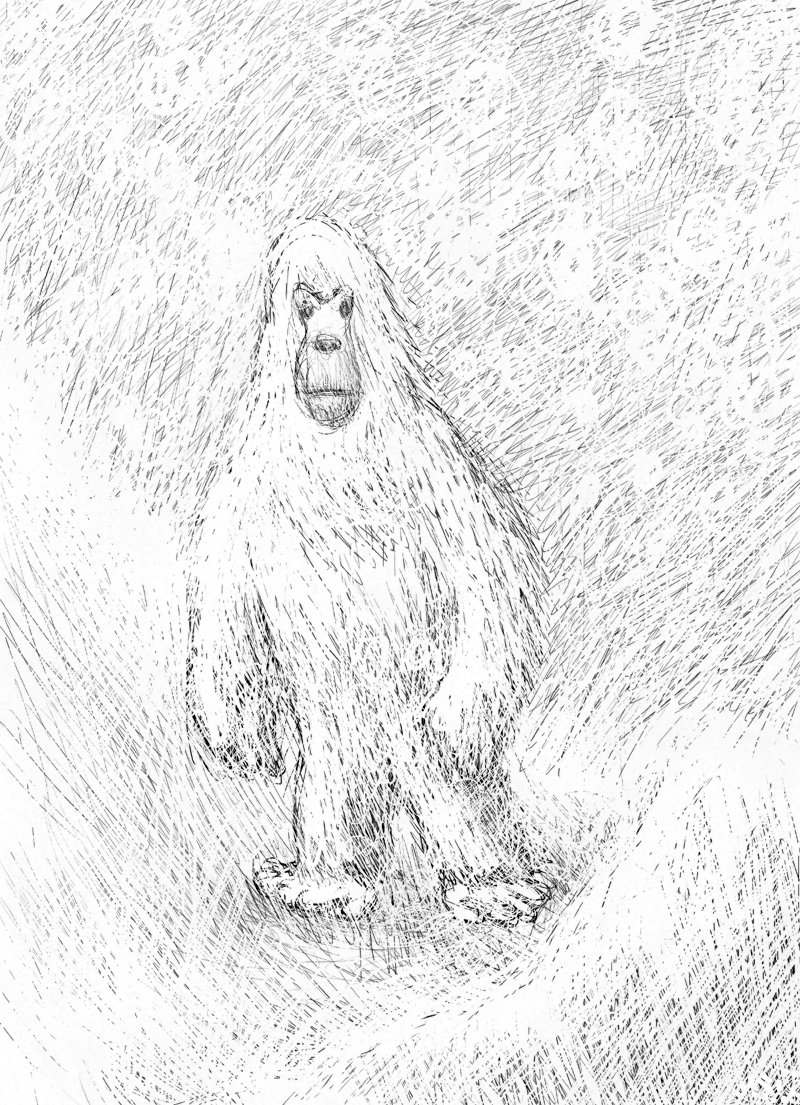
Boceto del Yeti del Himalaya.

La invención de este término suele atribuirse al zoólogo franco-belga  Bernard Heuvelmans, quien definió la criptozoología como el estudio de los animales sobre cuya existencia solo poseemos evidencia circunstancial y testimonial, o bien evidencia material considerada insuficiente por la mayoría. Su libro de 1955, Sur la piste des bêtes ignorées (versión española: Tras la pista de los animales desconocidos, publicado por la editorial Luis de Caralt en Barcelona en 1958) es a menudo visto como la génesis de esta disciplina, pero el mismo Heuvelmans remontó dichos orígenes al zoólogo holandés Antoon Cornelis Oudemans y su obra de 1892 The great sea-serpent, publicada por las editoriales E. J. Brill en Leyden y Luzac & Co. en Londres. Tuvo una gran influencia entre un nutrido grupo de autores, incluyendo a Willy Ley, que en 1941, 1945 y 1948 publicó en Viking Press The Lungfish, the Dodo and the Unicorn. Esta obra fue traducida a varios idiomas, entre ellos el castellano.
Heuvelmans argumentó que la criptozoología debía ser practicada con rigor científico, pero también con una actitud abierta e interdisciplinaria, dando a estos términos un sentido ajeno al de «rigor científico». Además, según Heuvelmans, se debe también prestar especial atención a las tradiciones y creencias populares sobre estas criaturas. Aunque suelen estar cubiertas de elementos fantásticos e inverosímiles, las leyendas populares pueden contener alguna parte de verdad que pudiera ayudar a guiar la investigación de los informes sobre «animales inusuales».
En la década de los 80, Vadim Chernobrov escribió varios libros sobre eventos relacionados con animales del centro de Rusia. Entre los criptozoólogos con titulación universitaria en zoología se encuentran, además del fundador Bernard Heuvelmans, a Karl Shuker, Loren Coleman, Ben S. Roesch, Anthonie Cornelis Oudemans, y otros.
El okapi, que por años fue conocido solo por los relatos recopilados de los pigmeos, fue usado como emblema de la International Society of Cryptozoology, a pesar de no haber sido descubierto por criptozoólogos.
La afición a la criptozoología y los animales fantásticos ha conllevado a que hayan numerosas páginas de Internet de aficionados a los misterios y seguidores de temas relacionados. También aparecen en películas, atracciones temáticas, museos locales, revistas o programas de radio. En televisión, destaca el canal DMAX, que emite repetidamente pseudodocumentales criptozoológicos sobre, entre otros, el megalodón y las sirenas.

## Críticas a la criptozoología y sus réplicas

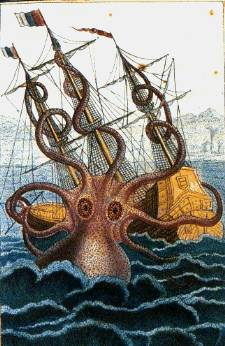
Pintura de un kraken, hecha por Pierre Dénys de Montfort en 1801 a partir de las descripciones de los marineros franceses que afirmaron haber sido atacados por la criatura en las costas de Angola

Entre las críticas realizadas a la criptozoología destacan:
- Se alega que los criptozoólogos modifican radicalmente las características de seres mitológicos o legendarios para hacerlas cuadrar con los rasgos de animales extintos y así darles verosimilitud. Es el caso del mapinguarí: los nativos de las selvas de Brasil y Bolivia lo describen como un monstruo humanoide horripilante que da fuertes gritos, tiene los pies vueltos del revés y posee una boca hedionda en el abdomen. Para los criptozoólogos, sin embargo, es un tímido y asustadizo megaterio.
- Los criptozoólogos nunca han descubierto realmente un solo «críptido» ni hallado pruebas científicamente convincentes de su existencia. Los zoólogos, en cambio, encuentran cada año cientos de especies nuevas. Por ello, la criptozoología pretende hacer suyos ciertos descubrimientos de la zoología y darles las características de un «críptido».
- Según los criptozoólogos, esa afirmación denota o un absoluto desconocimiento de la historia de la zoología o simple mala fe. Según ellos, el problema de fondo radica en que la criptozoología, por su propia definición, es la única disciplina cuyos éxitos disminuyen su campo de aplicación: toda nueva especie descrita sale automáticamente de la criptozoología para entrar en la zoología.[4] Un caso que se suele citar como descubrimiento de un críptido es el del kraken, del que los seguidores de la criptozoología alegan que corresponde a varias especies de calamares gigantes. A esto, los críticos responden que los calamares gigantes no son el kraken.

- La alegación de que la criptozoología fallaría al utilizar el método científico, ya que el método científico requiere que las hipótesis sean descartadas cuando no se cumplan sus predicciones; pero la creencia en los «críptidos», en cambio, se sostiene indefinidamente sin que los resultados negativos les afecten.

Las faltas de evidencias a la hora de encontrarlos se justifican con explicaciones ad hoc («es un animal tímido», «se esconde en áreas poco exploradas», «su población es muy escasa», etc.). Igualmente, de forma equivocada, hay «críptidos» originados en el folklore que se les asignan nombres zoológicos (violando las normas de la nomenclatura zoológica), se les describe y se les identifica con animales fósiles, etc; todo ello sin pruebas sólidas de su existencia. Por estas razones, los escépticos y científicos consideran la criptozoología como una pseudociencia.
- Varios de los criptozoólogos no aceptan los argumentos científicos que van en contra de muchas de las presuntas pruebas que tendrían. Algunos ejemplos son las supuestas huellas del Yeti, las muestras de pelo del Orang Pendek, o los numerosos vídeos y fotografías de las criaturas lacustres, las cuales han sido descartadas como pruebas científicas.

Además, una de las grandes dificultades con los que cuenta la criptozoología es que resulta imposible, desde un punto de vista racional y científico, demostrar la existencia de ciertos animales singulares. La explicación es sencilla: aquellos que mantienen la existencia de seres folklóricos o mitológicos olvidan que la existencia de un único individuo de una especie de forma indefinida en la naturaleza es genética y naturalmente imposible. Es necesaria una población mínima de individuos de una especie para conseguir la reproducción y asegurar la necesaria diversidad genética que les haga subsistir en su medio. Así, al admitir la existencia de «Nessie», por ejemplo, se estaría admitiendo implícitamente la existencia de una población genéticamente viable de estos supuestos seres.
- Para algunos, la criptozoología no es una disciplina científica porque parte de indicios de validez discutible, como testimonios o restos materiales dudosos. La finalidad de la criptozoología es, precisamente, la obtención de pruebas definitivas de la existencia (o inexistencia) de nuevas especies a partir de dichos indicios.

## Críptidos

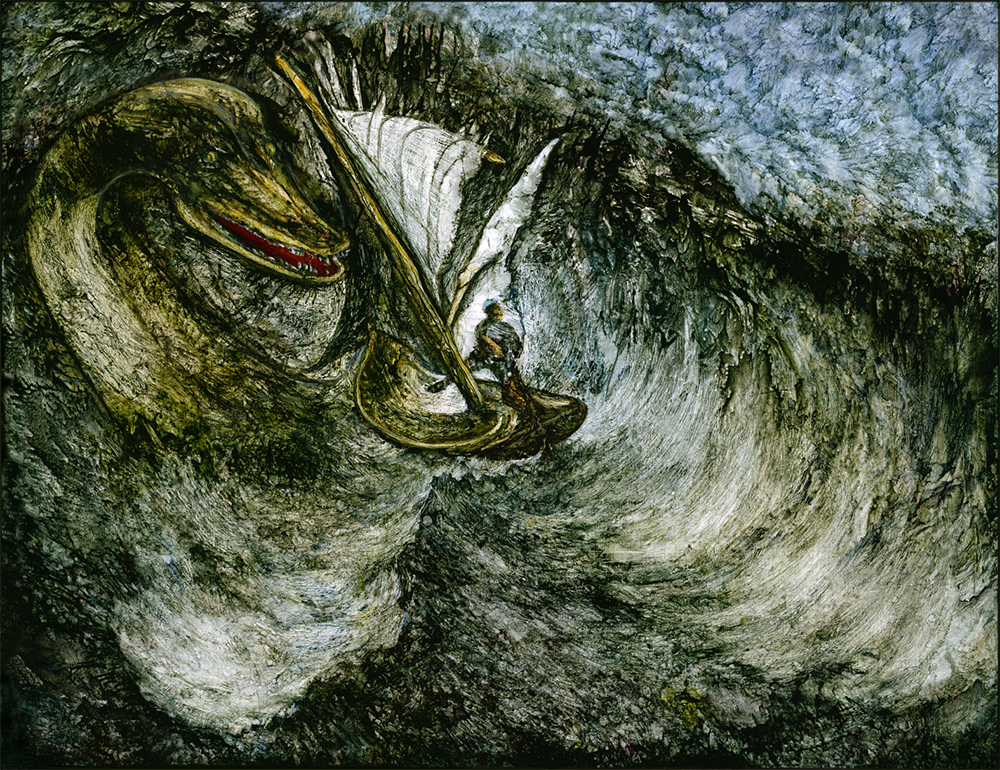
Monstruo del lago Ness (Pintura) de Heikenwaelder Hugo.

Una muestra reducida de los criptidos que constituyen la búsqueda de la criptozoología recoge animales, plantas y seres no adscritos a ningún reino. Los pertenecientes al reino animal pueden estar relacionados con animales o ser humanoides. Son seres voladores, terrestres o acuáticos. Dentro del medio acuático se han descrito para cualquier ambiente: habitantes de ríos y aguas subterráneas, lacustres, marinos, etc.
Entre las criaturas criptozoológicas más abundantes se encuentran las acuáticas: lacustres, como el monstruo del lago Ness o Mokèlé-mbèmbé, y marinas, como la serpiente marina o el pulpo gigante. También hay criaturas terrestres, como el Mokèlé-mbèmbé o el mapinguarí. Algunos son de rasgos humanoides, destacando entre estos: sirenas, chupacabras, Orang Pendek, Pie Grande, y el Yeti. También hay «insectos» voladores, como los rods.

### Criaturas pseudocriptozoológicas
También existe otro grupo de criaturas a las que popularmente aún se identifica como críptidos, pero que la mayoría de los criptozoólogos modernos descartan que pertenezcan a su área de estudio, debido a que:
- Estas criaturas no presentan todas las características necesarias para ser consideradas como críptidas, tales como el mantener relatos constantes de su presencia a través del tiempo.
- Estas criaturas son consideradas más forteanas o apropiadas para su estudio por parte de la parapsicología.

Entre las criaturas pseudocriptozoológicas, se encuentran las aladas, como el hombre polilla, y las terrestres, como el gnomo de Gerona.
Igualmente, en la criptozoología con frecuencia existen falsificaciones realizadas a partir de restos animales de supuestas criaturas que en algún momento fueron consideradas como críptidas. Ejemplos de ello son los sirenos y sirenas realizados por artistas chinos o del sudeste asiático y que se vendían a los marineros, estaban fabricados a partir de pequeños monos cosidos a peces, o peces cartilaginosos recortados y manipulados para darles un aspecto de sirénido, de la familia de las rayas y mantas.